# Charles-Émile Callande de Champmartin
Charles-Émile Callande de Champmartin, né le 2 mars 1797 à Bourges (Cher) et mort le 15 juillet 1883 à La Neuville-en-Hez (Oise), est un peintre français.

## Biographie
Fils d'un couple de propriétaires, Jean Callande et Gabrielle Lemonnier, Charles-Émile Callande de Champmartin commence à exposer au Salon dès 1819. Il doit sa réputation à ses nombreux portraits et tableaux religieux, traités avec une sensibilité romantique.
Il est l'ami d'Eugène Delacroix, dont il réalise en 1840 un portrait conservé à Paris au musée Carnavalet. Un portrait d'Eugène Sue se trouve au musée Magnin de Dijon avec trois autres de ses toiles. Cinq tableaux sont au musée du Louvre et quatre au musée national des châteaux de Versailles et de Trianon, dont un portrait du maréchal Clauzel (1835).

## Œuvres dans les collections publiques
En France
- Avignon, musée Calvet : Portrait du naturaliste Esprit Requien 1846) ;
- Courbevoie, église Saint-Pierre-Saint-Paul : Fuite en Égypte (1824) ;
- Dijon, musée Magnin :
  - Portrait d'Eugène Sue[2],
  - Le Sacrifice d'Abraham,
  - Chien gardant un lapin mort,
  - Portrait de dame en bonnet à fleurs (attribution) ;
- Louviers, musée municipal : Aristée et Protée ;
- Paris :
  - maison de Victor Hugo : Portrait de Juliette Drouet (1827) ;
  - musée Carnavalet : Portrait d'Eugène Delacroix (1840) ;
  - musée du Louvre : Portrait de l'orientaliste Paul-Émile Botta (1840)[3] ;
- Rochefort, musée Hèbre : Le Massacre des Janissaires ou l'Affaire des casernes lors de la révolution de Constantinople (1826)[4] ;
- Rouen, musée des beaux-arts : Harem à Tripoli ;
- Versailles, musée national des châteaux de Versailles et de Trianon :
  - Portrait du maréchal Clauzel (1835),
  - Portrait de Lizinska de Mirbel née Rue (1796-1849)[5].

À l'étranger
- Chicago, Art Institute of Chicago : Tête de cadavre.

Œuvres de Charles-Émile Callande de Champmartin
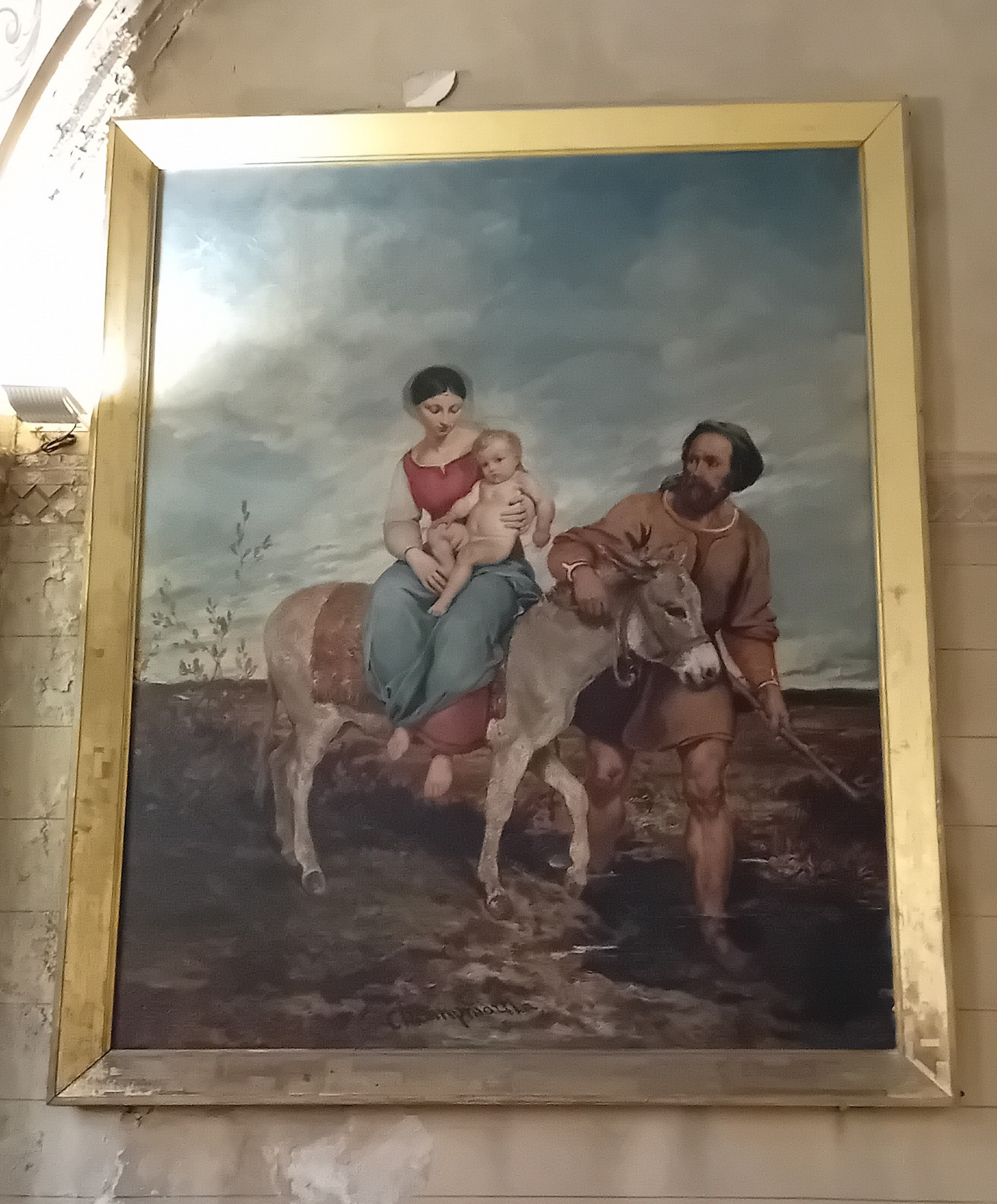
Fuite en Égypte (1824), Courbevoie, église Saint-Pierre-Saint-Paul.
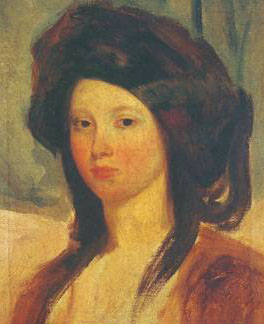
Juliette Drouet (1827), Paris, Maison de Victor Hugo.
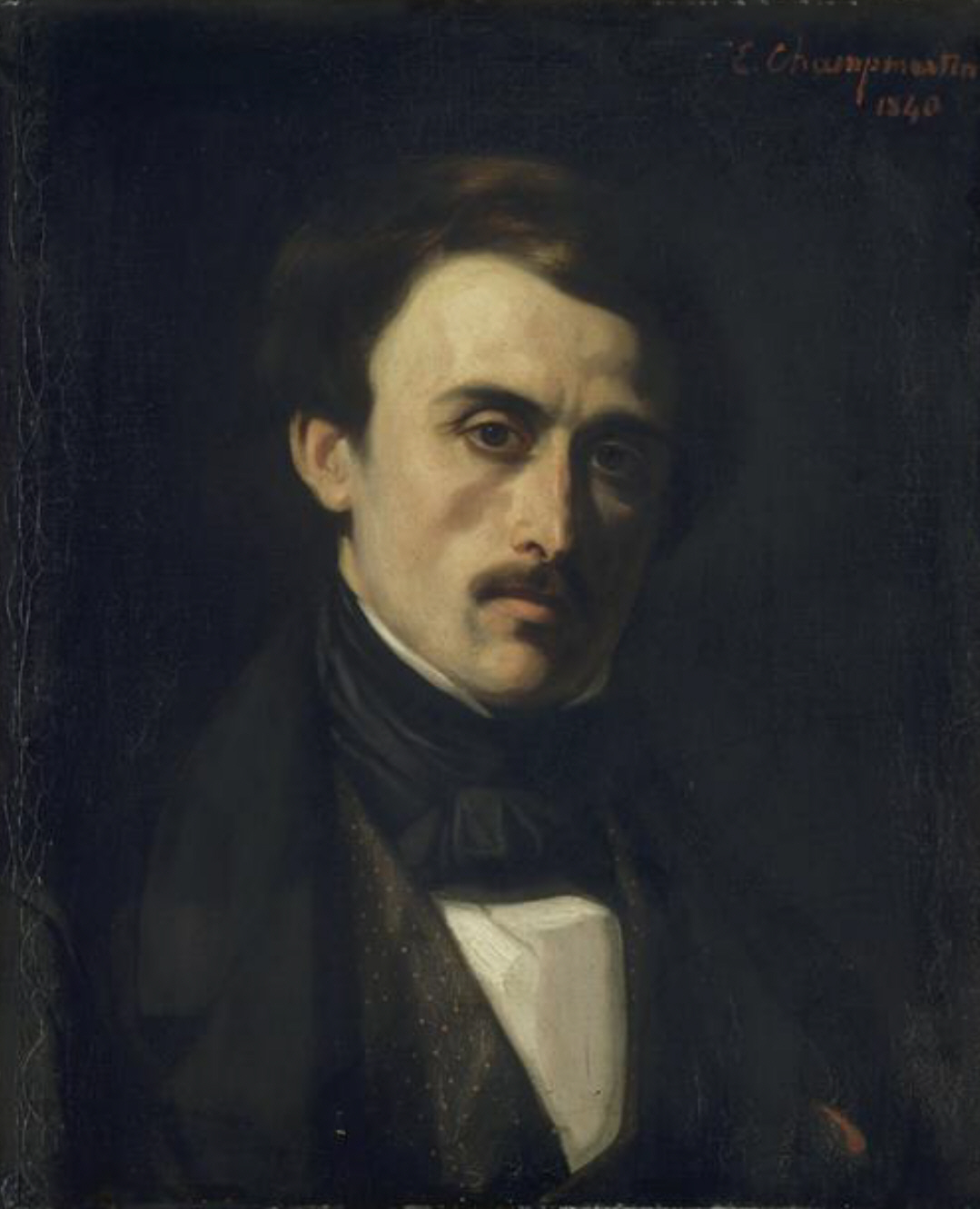
Paul-Émile Botta (1840), Paris, musée du Louvre.
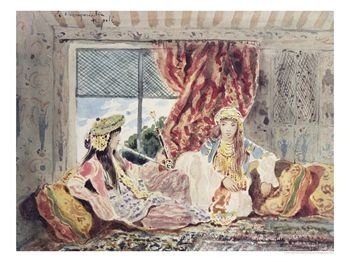
Harem à Tripoli, Rouen, musée des beaux-arts.
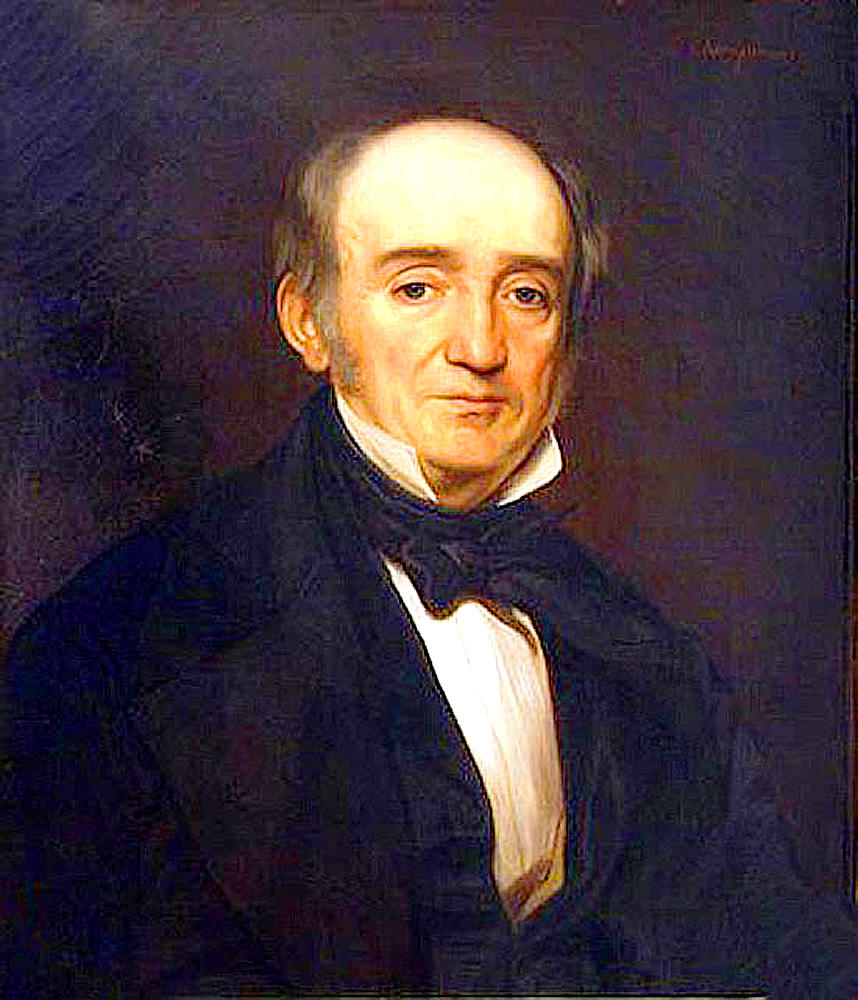
Esprit Requien (1846), Avignon, musée Calvet.